# Tătărăștii de Jos
Tătărăștii de Jos – wieś w Rumunii, w okręgu Teleorman, w gminie Tătărăștii de Jos. W 2011 roku liczyła 1717 mieszkańców.